# Loudoun United Football Club
Il Loudoun United Football Club è una società calcistica professionistica statunitense con base a Leesburg, in Virginia, e che disputa le proprie partite interne presso il Segra Field, impianto da 5.000 posti a sedere. Nata come la squadra riserve della franchigia di Major League Soccer del D.C. United, nel febbraio 2023 la squadra è stata venduta a una nuova proprietà, divenendo un club indipendente. Il D.C. United ha comunque mantenuto una quota di minoranza nella società.
Attualmente milita nella USL Championship, la seconda divisione americana di calcio.

## Storia
Il 18 luglio del 2018, la USL annunciò ufficialmente l'ammissione nella lega una nuova franchigia con base nella Contea di Loudoun, in Virginia, posseduta dalla società di MLS del D.C. United, di cui sarebbe stata la squadra riserve in sostituzione della precedente affiliazione dei capitolini con i Richmond Kickers. Nello stesso giorno furono svelati anche il nome e lo stemma del club, che avrebbe partecipato dalla stagione successiva milita alla USL Championship, la seconda divisione americana di calcio.
L'esordio ufficiale della nuova squadra in campionato avvenne il 9 marzo del 2019 sul campo del Nashville, in un incontro terminato con il risultato di 2-0 in favore dei padroni di casa.
Nel 2023, a seguito di un cambio di proprietà, il club divenne indipendente dal D.C. United e ha potuto così prendere parte per la prima volta alla U.S. Open Cup.

## Stadio
Il club disputa le proprie gare interne presso il Segra Field, un impianto specifico per il calcio costato 15 milioni di dollari e capace di contenere 5.000 spettatori. I lavori iniziarono nel 2018 e furono completati ad agosto del 2019, a stagione inoltrata. Il Loudoun United è stato pertanto costretto a disputare inizialmente le proprie partite casalinghe presso l'Audi Field, casa del D.C. United, ed esordì nel proprio stadio il 9 agosto del 2019, in un pirotecnico 3-3 contro lo Charlotte Independence.

## Rosa 2019
Aggiornata al 26 novembre 2019
| N. |                        | Ruolo | Calciatore         |
| -- | ---------------------- | ----- | ------------------ |
| 1  | Stati Uniti (bandiera) | P     | Calle Brown        |
| 2  | Stati Uniti (bandiera) | D     | Hunter Gorskie     |
| 3  | Stati Uniti (bandiera) | D     | Peabo Doue         |
| 4  | Stati Uniti (bandiera) | D     | Donovan Pines      |
| 5  | Stati Uniti (bandiera) | C     | Noah Pilato        |
| 6  | Germania (bandiera)    | A     | Gordon Wild        |
| 7  | Stati Uniti (bandiera) | C     | Carlos Alvarez     |
| 8  | El Salvador (bandiera) | C     | Omar Campos        |
| 9  | Stati Uniti (bandiera) | A     | Kyle Murphy        |
| 11 | Costa Rica (bandiera)  | A     | Orlando Sinclair   |
| 12 | Stati Uniti (bandiera) | C     | Connor Presley     |
| 13 | El Salvador (bandiera) | D     | Allexon Saravia    |
| 14 | Stati Uniti (bandiera) | C     | Kevin Paredes      |
| 15 | Stati Uniti (bandiera) | C     | Griffin Yow        |
| 16 | Stati Uniti (bandiera) | C     | Antonio Bustamante |
| 17 | Stati Uniti (bandiera) | C     | Andrew Lubahn      |
| 18 | Stati Uniti (bandiera) | P     | Colin Miller       |
| 19 | Stati Uniti (bandiera) | P     | Earl Edwards Jr.   |
| 20 | Stati Uniti (bandiera) | C     | Christian Sorto    |

| N. |                        | Ruolo | Calciatore           |
| -- | ---------------------- | ----- | -------------------- |
| 22 | Inghilterra (bandiera) | D     | Harri Hawkins        |
| 23 | Honduras (bandiera)    | C     | Sandor Bustamante    |
| 24 | Stati Uniti (bandiera) | D     | Collin Verfurth      |
| 25 | Senegal (bandiera)     | D     | Alioune Ndour        |
| 27 | Messico (bandiera)     | D     | Miguel Garduño       |
| 28 | Stati Uniti (bandiera) | D     | Robert Dambrot       |
| 29 | Stati Uniti (bandiera) | D     | Shane Wiedt          |
| 30 | Stati Uniti (bandiera) | D     | Nelson Martinez      |
| 31 | Stati Uniti (bandiera) | D     | Chris Odoi-Atsem     |
| 32 | Stati Uniti (bandiera) | C     | John Murphy          |
| 33 | Stati Uniti (bandiera) | C     | Jacob Greene         |
| 35 | Stati Uniti (bandiera) | C     | Theodore Ku-DiPietro |
| 44 | Stati Uniti (bandiera) | C     | Moses Nyeman         |
| 53 | Stati Uniti (bandiera) | D     | Jeremy Garay         |
| 99 | El Salvador (bandiera) | A     | Alexis Cerritos      |
|    | Stati Uniti (bandiera) | D     | Jack Villatoro       |
|    | Ghana (bandiera)       | A     | Elvis Amoh           |
|    | Stati Uniti (bandiera) | C     | Elian Nalerio        |